# Neil Flynn
Neil Richard Flynn (Waukegan, Illinois, 13 november 1960) is een Amerikaanse acteur. Hij is vooral bekend als de conciërge uit de Amerikaanse comedie-drama serie Scrubs en vader Mike Heck uit The Middle.

## Filmografie
- 1989 - Major League - Longshoreman
- 1993 - Rookie of the Year - Stan Okie
- 1993 - The Fugitive - Agent
- 1994 - Baby's Day Out - Agent
- 1994 - The Fence - Dominick
- 1996 - Chain Reaction - Agent
- 1996 - To Sir, with Love II - Detective Dennis
- 1997 - Home Alone 3 - Agent
- 1999 - Magnolia - Stanley Berry
- 2000 - The Right Temptation - Max
- 2000 - 2001 - Buzz Lightyear of Star Command (serie) - XR (stem)
- 2001 - The Removers - Alien Mask Man
- 2001 - 2010 - Scrubs (serie) - Janitor
- 2002 - It's A Very Merry Muppet Christmas Movie - Janitor
- 2002 - 2003 - Clone High U.S.A. (serie) - Various Characters (stem)
- 2003 - Brainwarp - Detective Jim Fist
- 2004 - Mean Girls - Chip Heron
- 2006 - Hoot - Mr. Eberhart
- 2006 - Re-Animated - Chairman Neil
- 2007 - Sex and Death 101 - Zack
- 2007 - Alive and Well - Joel
- 2007 - 77 - Dr. Callahan
- 2008 - Indiana Jones and the Kingdom of the Crystal Skull - agent Smith
- 2009 - Monkey Talk  - Kevin
- 2009 - 2018 - The Middle (serie) - Mike Heck
- 2009 - Cloudy with a Chance of Meatballs - Weather News Network Producer  (stem)